# Wahlkreis Orkney
| Orkney                            |
| --------------------------------- |
| Orkney · Highlands and Islands    |
| Gebildet                          |
| 1999                              |
| Abgeordneter                      |
| Liam McArthur (Liberal Democrats) |
| Regionen                          |
| Orkney                            |

Orkney ist ein Wahlkreis für das Schottische Parlament. Er wurde 1999 als einer von acht Wahlkreisen der Wahlregion Highlands and Islands eingeführt, die im Zuge der Revision der Wahlkreise im Jahre 2011 neu zugeschnitten wurde. Er umfasst das Gebiet der Orkneyinseln und entsendet einen Abgeordneten.
Der Wahlkreis erstreckt sich über eine Fläche von 989,8 km2. Im Jahre 2020 lebten 22.400 Personen innerhalb seiner Grenzen. Damit ist Orkney der bevölkerungsärmste Wahlkreis für das schottische Parlament.

## Wahlergebnisse

### Parlamentswahl 1999
| Ergebnisse der Parlamentswahl 1999 | Ergebnisse der Parlamentswahl 1999 | Ergebnisse der Parlamentswahl 1999 | Ergebnisse der Parlamentswahl 1999 |
| Partei                             | Kandidat                           | Stimmen                            | %                                  |
| ---------------------------------- | ---------------------------------- | ---------------------------------- | ---------------------------------- |
| Liberal Democrats                  | Jim Wallace                        | 6010                               | 67,4                               |
| Conservative                       | Christopher Zawadski               | 1391                               | 15,6                               |
| SNP                                | John Mowat                         | 917                                | 10,3                               |
| Labour                             | Angus MacLeod                      | 600                                | 6,7                                |

### Parlamentswahl 2003
| Ergebnisse der Parlamentswahl 2003 | Ergebnisse der Parlamentswahl 2003 | Ergebnisse der Parlamentswahl 2003 | Ergebnisse der Parlamentswahl 2003 | Ergebnisse der Parlamentswahl 2003 |
| Partei                             | Kandidat                           | Stimmen                            | %                                  | ±                                  |
| ---------------------------------- | ---------------------------------- | ---------------------------------- | ---------------------------------- | ---------------------------------- |
| Liberal Democrats                  | Jim Wallace                        | 3659                               | 45,7                               | −21,7                              |
| Conservative                       | Christopher Zawadski               | 1904                               | 23,8                               | +8,2                               |
| SNP                                | John Mowat                         | 1056                               | 13,2                               | +2,9                               |
| Scottish Socialist                 | John Aberdein                      | 914                                | 11,4                               | +11,4                              |
| Labour                             | Richard Meade                      | 471                                | 5,9                                | −0,8                               |
| Wahlbeteiligung: 8004 (51,68 %)    |                                    |                                    |                                    |                                    |

### Parlamentswahl 2007
| Ergebnisse der Parlamentswahl 2007 | Ergebnisse der Parlamentswahl 2007 | Ergebnisse der Parlamentswahl 2007 | Ergebnisse der Parlamentswahl 2007 | Ergebnisse der Parlamentswahl 2007 |
| Partei                             | Kandidat                           | Stimmen                            | %                                  | ±                                  |
| ---------------------------------- | ---------------------------------- | ---------------------------------- | ---------------------------------- | ---------------------------------- |
| Liberal Democrats                  | Liam McArthur                      | 4113                               | 47,5                               | +1,8                               |
| SNP                                | John Mowat                         | 1637                               | 18,9                               | +5,7                               |
| Conservative                       | Helen Gardiner                     | 1632                               | 18,9                               | −4,9                               |
| Labour                             | Iain MacDonald                     | 1134                               | 13,1                               | +7,2                               |
| Parteilos                          | Barrie Johnson                     | 137                                | 1,6                                | +1,6                               |
| Wahlbeteiligung: 8653 (53,43 %)    |                                    |                                    |                                    |                                    |

### Parlamentswahl 2011
| Ergebnisse der Parlamentswahl 2011 | Ergebnisse der Parlamentswahl 2011 | Ergebnisse der Parlamentswahl 2011 | Ergebnisse der Parlamentswahl 2011 | Ergebnisse der Parlamentswahl 2011 |
| Partei                             | Kandidat                           | Stimmen                            | %                                  | ±                                  |
| ---------------------------------- | ---------------------------------- | ---------------------------------- | ---------------------------------- | ---------------------------------- |
| Liberal Democrats                  | Liam McArthur                      | 2912                               | 35,7                               | −11,8                              |
| Parteilos                          | James Stockan                      | 2052                               | 25,2                               | +25,2                              |
| SNP                                | Donna Heddle                       | 2044                               | 25,1                               | +6,2                               |
| Conservative                       | Jamie Halcro-Johnson               | 686                                | 8,4                                | −10,5                              |
| Labour                             | William Sharkey                    | 458                                | 5,6                                | −7,5                               |
| Wahlbeteiligung: 8152 (49,73 %)    |                                    |                                    |                                    |                                    |

### Parlamentswahl 2016
| Ergebnisse der Parlamentswahl 2016 | Ergebnisse der Parlamentswahl 2016 | Ergebnisse der Parlamentswahl 2016 | Ergebnisse der Parlamentswahl 2016 | Ergebnisse der Parlamentswahl 2016 |
| Partei                             | Kandidat                           | Stimmen                            | %                                  | ±                                  |
| ---------------------------------- | ---------------------------------- | ---------------------------------- | ---------------------------------- | ---------------------------------- |
| Liberal Democrats                  | Liam McArthur                      | 7.096                              | 67,4                               | +31,6                              |
| SNP                                | Donna Heddle                       | 2.562                              | 24,3                               | −0,8                               |
| Conservative                       | Jamie Halcro Johnston              | 435                                | 4,1                                | −4,3                               |
| Labour                             | Gerry McGarvey                     | 304                                | 2,9                                | −2,7                               |
| Parteilos                          | Paul Dawson                        | 137                                | 1,3                                | +1,3                               |
| Wahlbeteiligung: (62,0 %)          |                                    |                                    |                                    |                                    |

### Parlamentswahl 2021
| Ergebnisse der Parlamentswahl 2021 | Ergebnisse der Parlamentswahl 2021 | Ergebnisse der Parlamentswahl 2021 | Ergebnisse der Parlamentswahl 2021 | Ergebnisse der Parlamentswahl 2021 |
| Partei                             | Kandidat                           | Stimmen                            | %                                  | ±                                  |
| ---------------------------------- | ---------------------------------- | ---------------------------------- | ---------------------------------- | ---------------------------------- |
| Liberal Democrats                  | Liam McArthur                      | 7.328                              | 62,4                               | −5,0                               |
| SNP                                | Robert Leslie                      | 3.369                              | 29,1                               | +4,8                               |
| Conservative                       | Sam Bown                           | 699                                | 6,0                                | +1,9                               |
| Labour                             | Coilla Drake                       | 290                                | 2,5                                | −0,4                               |
| Wahlbeteiligung: 65 %              |                                    |                                    |                                    |                                    |